# Brzuchata Turniczka
Brzuchata Turniczka, Brzuchata Skała – skała w Dolinie Kobylańskiej na Wyżynie Olkuskiej w miejscowości Karniowice, w gminie Zabierzów, powiecie krakowskim, województwie małopolskim. Znajduje się w górnej części tej doliny, w orograficznie lewych zboczach lewego jej odgałęzienia – bocznego wąwozu powyżej skał Lotniki. Około 200 m powyżej Brzuchatej Turniczki są tutaj jeszcze dwie inne skały wspinaczkowe: Samotny Murek i Samotna Skała.
Dolina Kobylańska jest jednym z najbardziej popularnych terenów wspinaczki skalnej. Skały posiadają dobrą asekurację. Zbudowana z wapieni skalistych Brzuchata Turniczka znajduje się na stromym stoku w lesie. Ma wysokość 10 m i połogie ściany z przewieszeniem. Przez wspinaczy skalnych zaliczana jest do Grupy nad Źródełkiem. Poprowadzili na jej północnej ścianie 3 drogi wspinaczkowe o trudności VI.2+ – VI.3+ w skali Kurtyki. Posiadają asekurację w postaci 2–3 ringów (r), stanowisko zjazdowe (st) lub dwa ringi zjazdowe (drz).

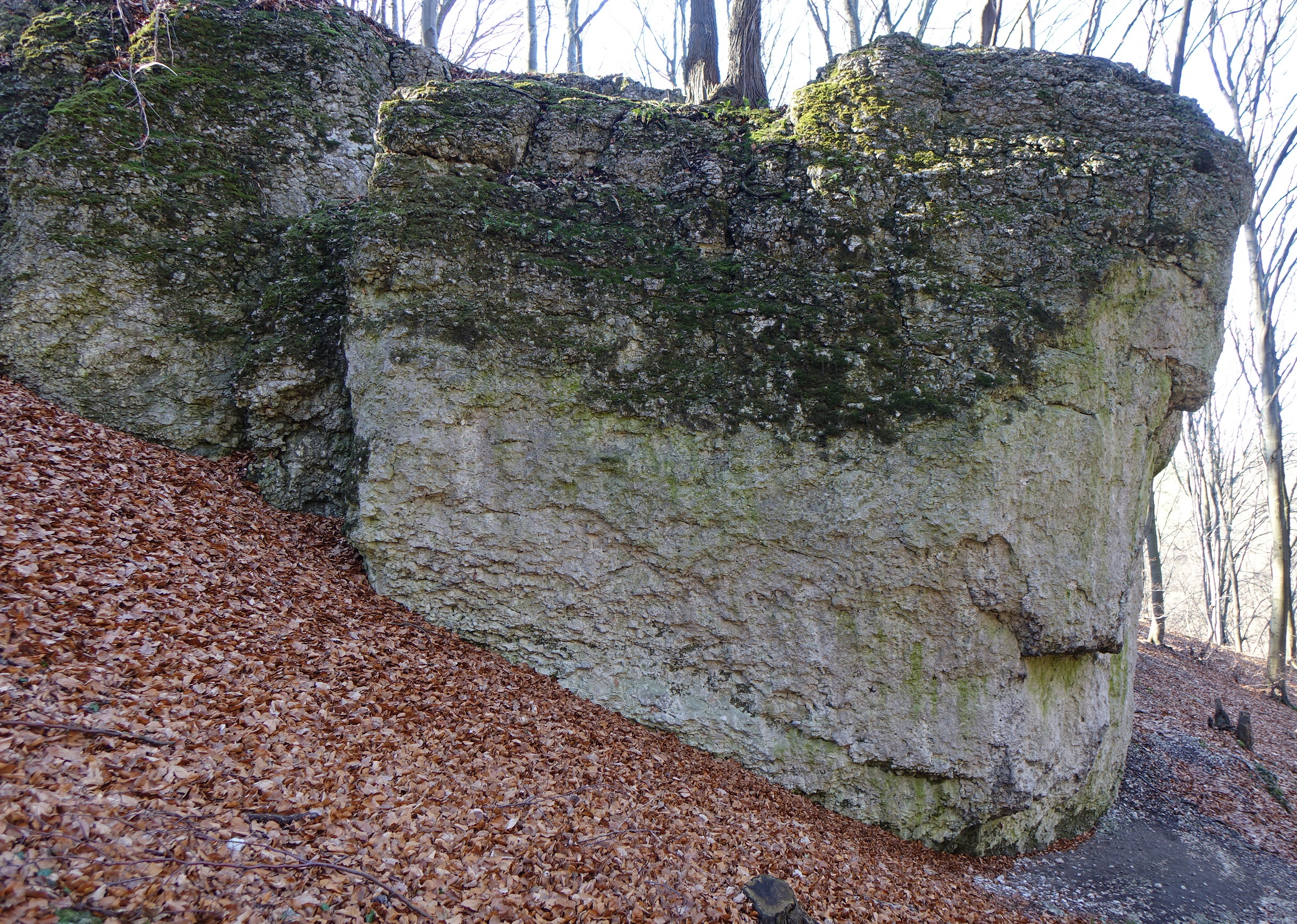
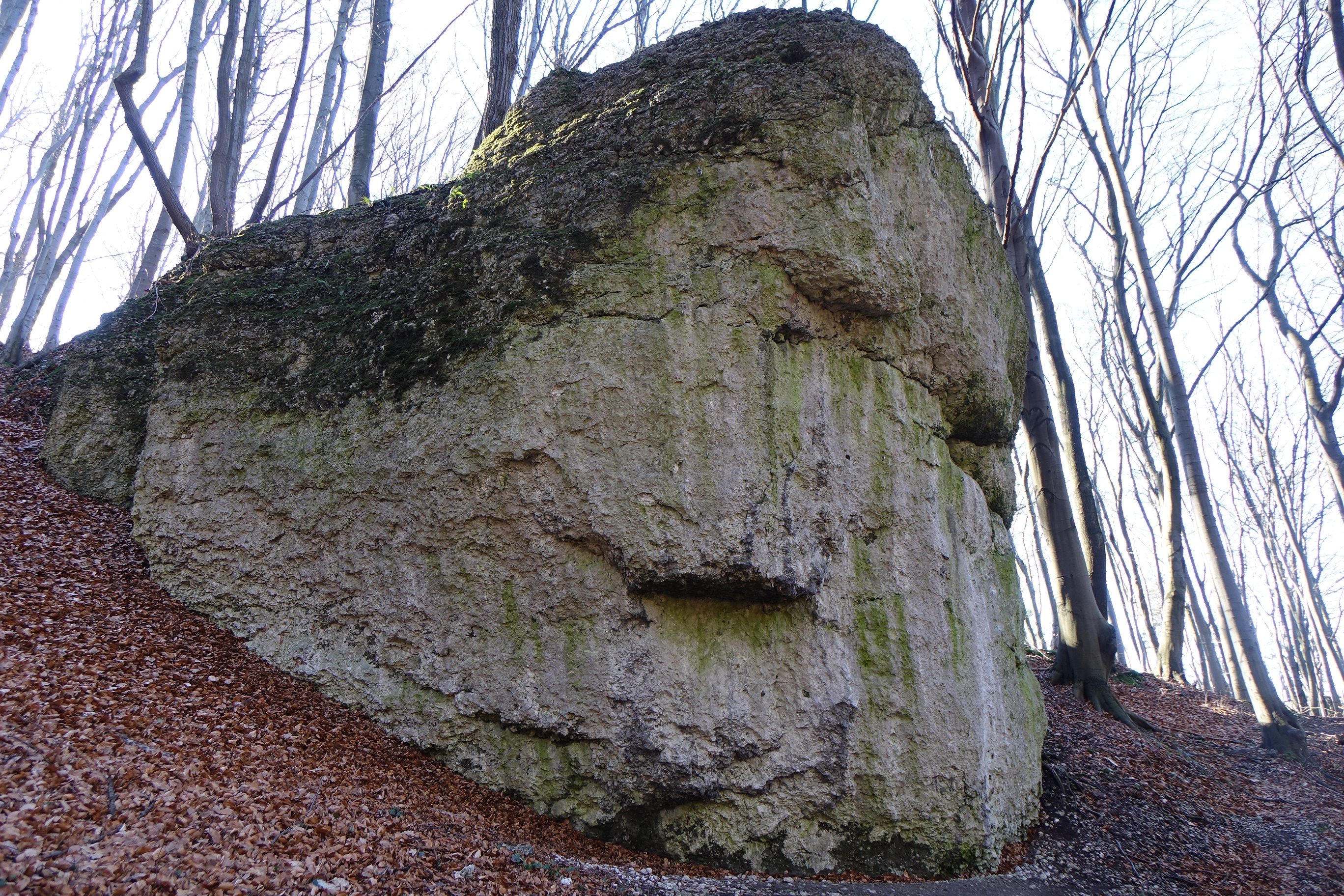
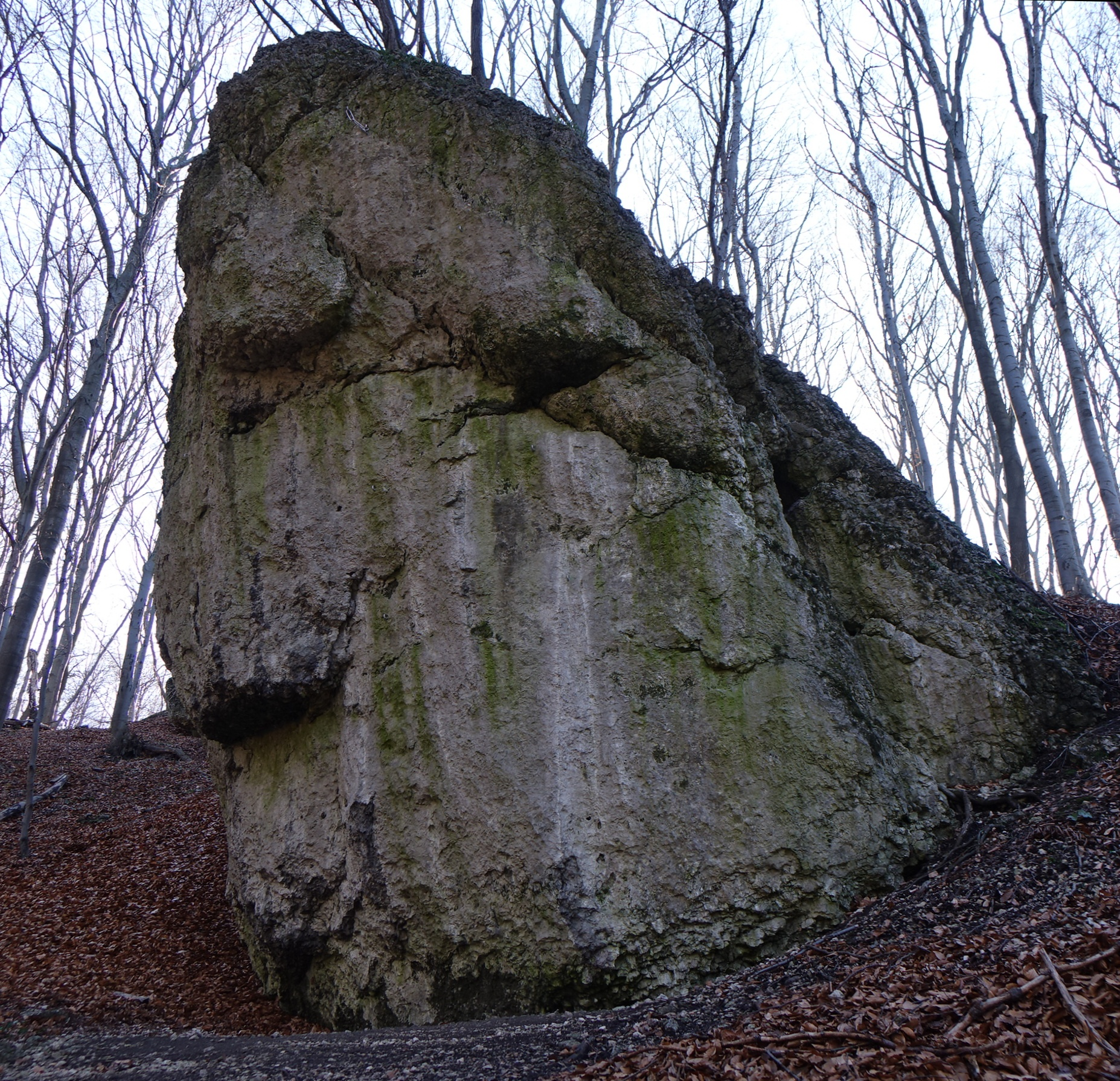
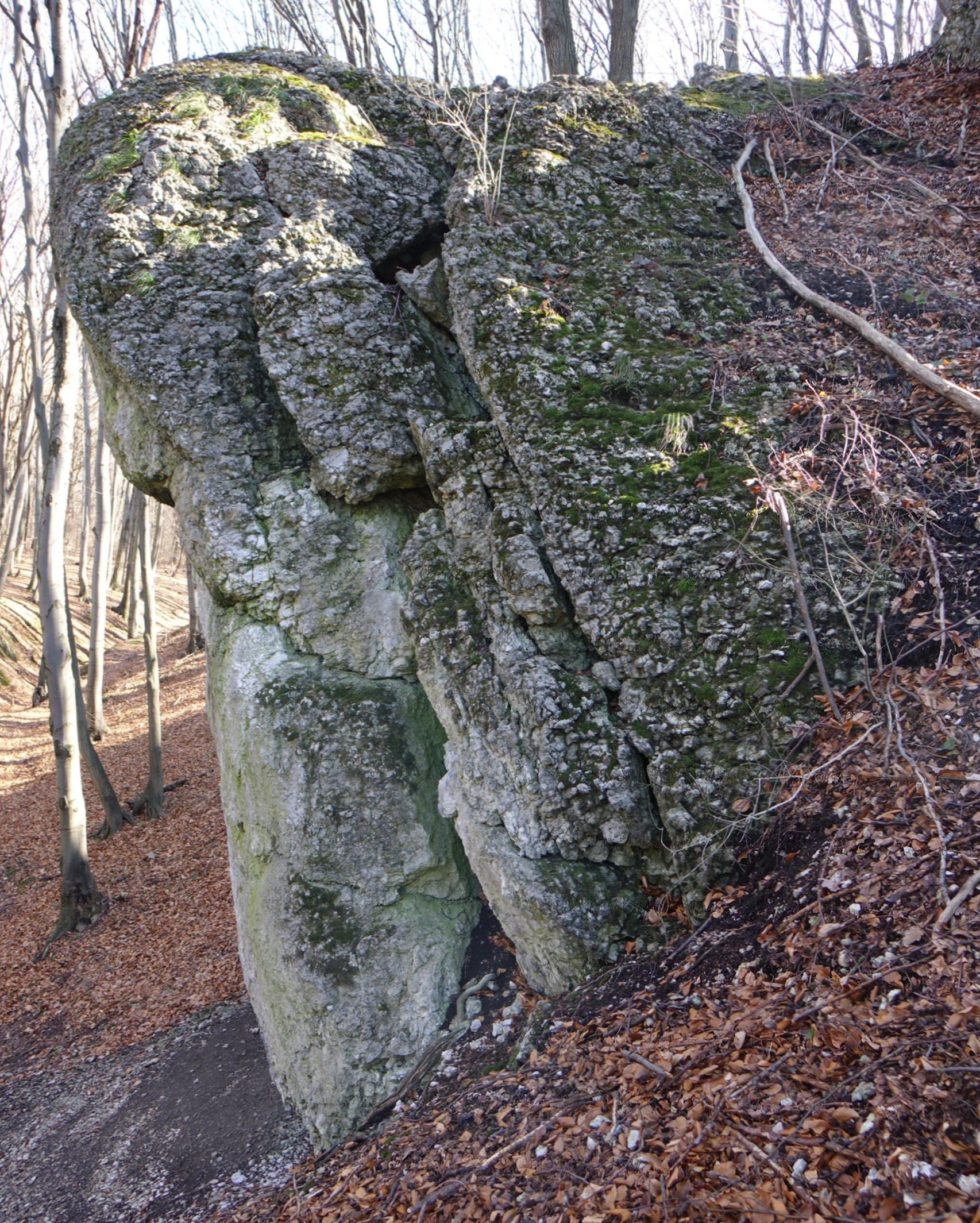

## Drogi wspinaczkowe
1. Kobylański pikuś; VI.2+, 2r + drz, 9 m
2. Żelazny karzeł imieniem Wasyl; VI.3+, 3r + st, 10 m
3. Kradzione nie tuczy; VI.3, 3r + st, 10 m[5].